# الذكاء الاصطناعي في ألعاب الفيديو

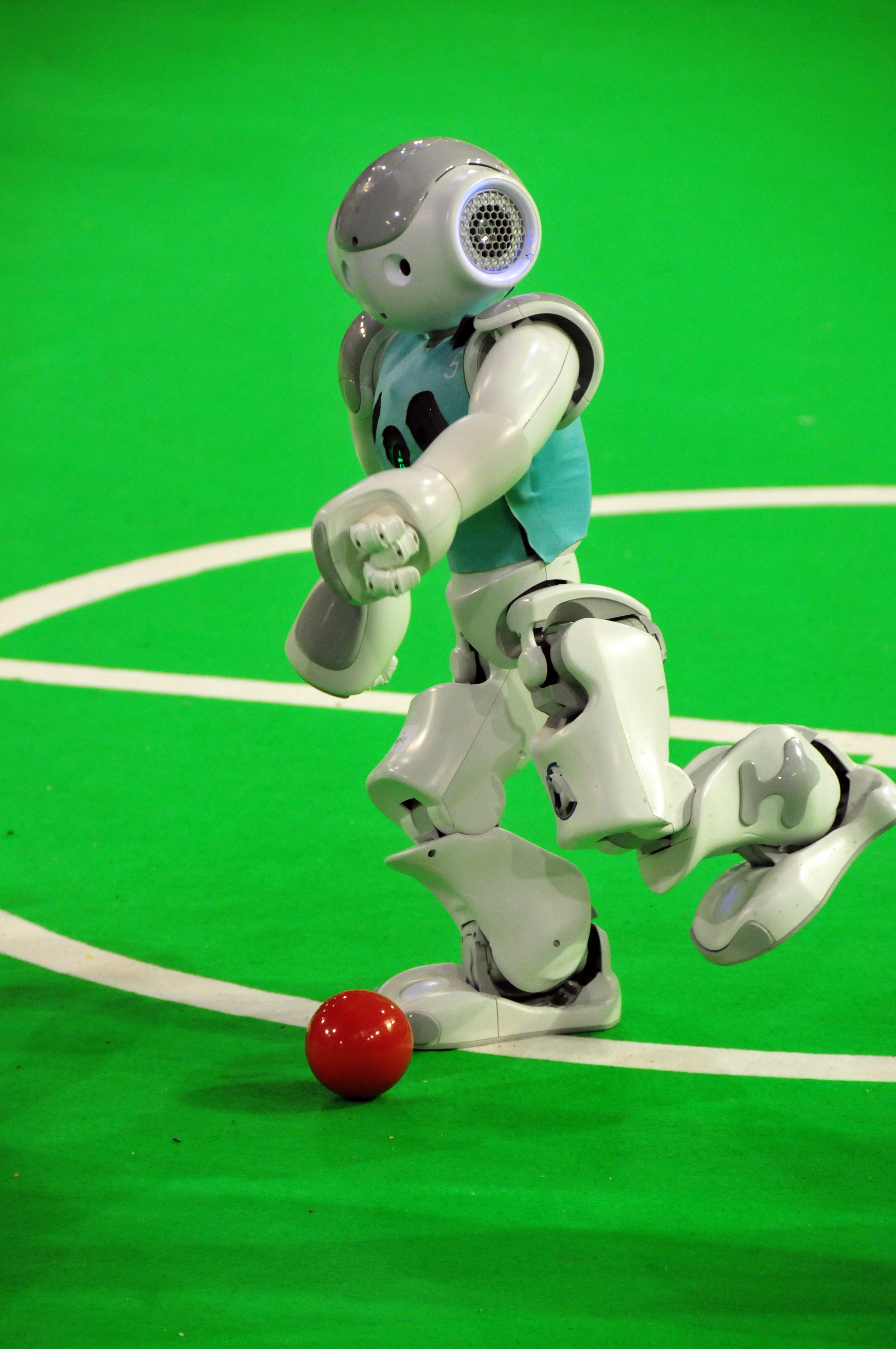
روبوت يلعب بالكرة ويتنافس في مسابقة للروبوتات

في مجال ألعاب الفيديو، يُستخدم الذكاء الاصطناعي لتوفير تجربة لعب عالية الجودة، على سبيل المثال من خلال إعطاء شخصيات غير قابلة للعب سلوكًا مشابها لسلوك البشر، أو التفاعل المنطقي.

## التطبيق

### ألعاب إطلاق النار من منظور الشخص الأول
في عام 2018، ادعى فريق من باحثي جوجل ديب مايند عبر مدونتهم على أنهم صمموا برنامج ذكاء اصطناعي قادر على التغلب على البشر الأبطال في لعبة فيديو إطلاق النار من منظور الشخص الأول كوايك 3 أرينا، وذلك باستخدام البوتات (الروبوتات) المدمجة في اللعبة. الوضع الذي تم اختياره هو CTF (أمسك العلم،" Capture de flag " بالإنجليزية): في هذا الوضع، هدف اللعبة هو استعادة علم قاعدة العدو لإعادته إلى قاعدته الخاصة، مع الدفاع عن العلم من هجمات العدو.

### ألعاب استراتيجية الوقت الحقيقي
في 24 يناير 2019، قدمت شركة جوجل ديب مايند عبر مدونتها ألفا ستار، ذكاءً اصطناعيًا مخصصًا للعبة استراتيجية الوقت الحقيقي ستار كرافت 2: وينجز أوف لايبرتي والتي واجهت لاعبين بشريين خلال مباراة بُثت مباشرة على الإنترنت. خلال هذا الحدث، هزم ألفا ستار اثنين من اللاعبين المحترفين، بما في ذلك غريزيغورز "مانا" كومينكز من فريق Liquid، الذي يمتلك أحد أفضل اللاعبين المحترفين في العالم، طُور هذا الذكاء الاصطناعي من خلال شراكة بين ديب مايند و بليزارد إنترتينمنت، الشركة الناشرة للعبة.
ومن خصائص هذا الذكاء الاصطناعي أنه يقدم نسخة تنفذ ضباب الحرب. وهذا يعني أنه على عكس الشخصيات التي تتحكم فيها اللعبة، فإن الذكاء الاصطناعي لديه فقط إمكانية الوصول إلى المعلومات التي يمكن للاعب البشري الوصول إليها. علاوة على ذلك، كان عدد حركات ألفا ستار في الدقيقة أقل من عدد حركات خصومه في الدقيقة. وبالتالي، ليست سرعة لعب الذكاء الاصطناعي، بل فعالية استراتيجيته هي التي كانت ستسمح لألفا ستار بالفوز، على الرغم من أن هذا السؤال محل جدل.